# Григорьев, Тимофей Григорьевич (учёный)
Григорьев Тимофей Григорьевич (01.03.1903 д. Орабакасы Ядринского уезда Казанской губернии (ныне Ядринского района Чувашии) - 19.05.1984 Чебоксары) – чувашский деятель образования, историк, кандидат исторических наук (1953), доцент (1955).

## Биография
Окончил Вурнарский педагогический техникум (1921), социально-экономический факультет Казанского государственного педагогического института (1928), аспирантуру Московского государственного университета им. М. В. Ломоносова (1952).
Работал учителем начальной школы (1921–24). С 1928 г. директор Канашского педагогического техникума, с 1930 – зам. директора и директор Чувашского государственного педагогического института. В 1935–39 гг. находился в аппарате Наркомпроса республики, в 1939–1941 гг. – директор Алатырского учительского института. В годы Великой Отечественной войны был лектором и пропагандистом. С января 1946 по ноябрь 1965 гг. – старший преподаватель (1946-1950), доцент (1955-1965) кафедры истории ЧГПИ, заместитель директора ЧГПИ по заочному обучению (1946-1950).
Основные научные исследования посвящены изучению истории чувашского крестьянства последней трети 19 – нач. 20 вв.  Издал 3 брошюры и более 30 статей.

## Сочинения
- Крестьянское движение в Чувашии в период подготовки и проведения отмены крепостного права: авторефер. дисс. ... канд. Истор. Наук. – М., 1953. – 15 с.